# 屈塞莱福日
屈塞莱福日（法語：Cussey-les-Forges，法語發音：[kysɛ le fɔʁʒ]）是法国科多尔省的一个市镇，属于第戎区。

## 地理
屈塞莱福日（47°38'34"N, 5°4'44"E）面积23.32 平方千米，位于法国勃艮第-弗朗什-孔泰大區科多尔省，该省份为法国中东部省份，北起奥布省，西接涅夫勒省和约讷省，南至索恩-卢瓦尔省，东南接汝拉省，东临上索恩省，东北部与上马恩省接壤。
与屈塞莱福日接壤的市镇（或旧市镇、城区）包括：瓦尔代蒂莱、蒂耶河畔马雷、韦尔努瓦莱韦夫尔、阿沃、丰斯格里沃、格朗塞堡-讷韦勒、沙朗塞。

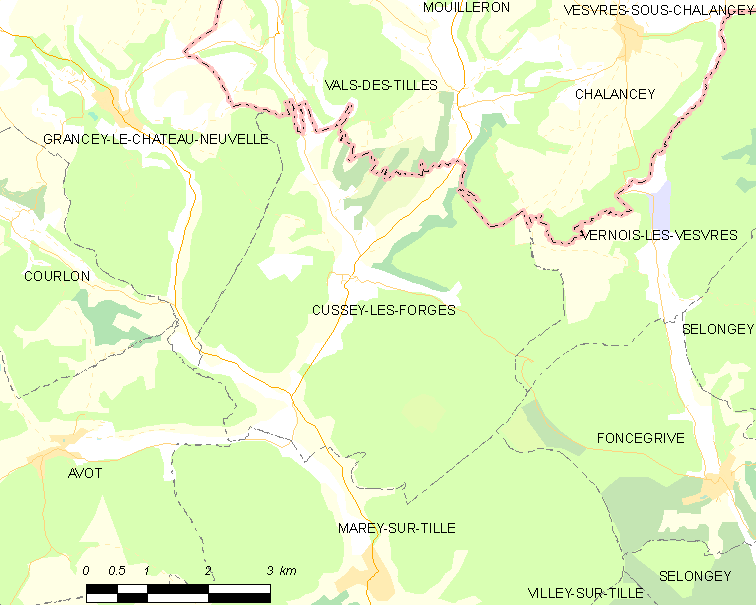
屈塞莱福日的OSM定位图

屈塞莱福日的时区为UTC+01:00、UTC+02:00（夏令时）。

## 行政
屈塞莱福日的邮政编码为21580，INSEE市镇编码为21220。

## 政治
屈塞莱福日所属的省级选区为蒂耶河畔伊斯县。

## 人口

1962-2008年间屈塞莱福日人口变化图示

屈塞莱福日于2022年1月1日时的人口数量为147人。